# Petter Långström
Petter (även Per eller Peter, finska: Pietari) Långström (eller Longström), född okänt år i Savolax, död den 24 november 1718 i Stjørdal, Trøndelag, var en svensk krigare.
Långström var en finländsk bondson. Hans kämpabragder har inte blivit förevigade genom några Fänrik Ståls sägner. Men det lilla, man känner, är tillräckligt för att inrymma hans namn bland svenska hjälteminnen. Långström erhöll av befälhavaren för finska armén greve Nieroth 100 man och befordrades till kapten 1711. 
Vid ryssarnas infall i Finland 1713, då generallöjtnant Lybecker ständigt drog sig tillbaka och lämnade landet öppet för fiendens härjningar, framstod tre oförskräckta män, kapten Kivikas, major Lukkoinen och kapten Långström, vilka med de svaga stridskrafter, som stod dem till buds, försökte hindra fiendens framträngande och göra honom allt det avbräck, som var möjligt. De hade själva bildat sig egna friskaror av goda skyttar och beridna män, som noga kände alla gångstigar och vägar i landet. Med dem utförde de en mängd lyckliga strövtåg, om vilkas äventyrliga art följande kan lämna en upplysning. 
Mot slutet av 1714 hade Lukkoinen och Långström, förklädda till bönder, utgått på kunskapande, men blivit tillfångatagna och förda till Sankt Petersburg. Som spionerande allmoge dömdes de att hängas. Men när domen skulle verkställas, framtog Lukkoinen sin majorsfullmakt och denna räddade dem den gången. Tsaren befallde, att de skulle behandlas som fångna officerare och föras till Moskva. Här hade de emellertid inte varit tre dygn, förrän de beredde sig tillfälle att rymma och återvände till sina strövkårer i finska skogarna. 
Tre veckor därefter överrumplade de ett adligt gods mellan Viborg och Sankt Petersburg, på vilket kejsaren uppehöll sig, och det var endast med yttersta livsfara Rysslands självhärskare den gången lyckades undkomma. Efter Finlands förlust åtföljde Långström general Armfelt vid infallet i Norge 1718 men blev i november månad samma år nedskjuten av norska bönder, då han, med uppgift att föra underrättelser till Sverige om härens tillstånd, skulle undanröja några förhuggningar, som allmogen uppkastat mot svenskarna. Det berättas, dock utan stöd av säkra handlingar, att Karl XII före sin död skulle tillagt Långström adlig sköld med namnet Långsvärd.